# OpenFest
OpenFest e ежегодна българска конференция, посветена на софтуера с отворен код. Първото издание на конференцията се провежда през есента на 2003 година в София, съпътстван от по-малки локални събития във Варна, Пловдив, Стара Загора и Чепеларе през същата година. Оттогава конференцията се състои всяка година. По традиция тя е с продължителност два дни и се провежда през първия уикенд на месец ноември.
Целта на OpenFest е да популяризира проекти, реализирани с помощта на свободен софтуер и софтуер с отворен код, както и да бъде форум за обмен на идеи и добри практики в областта. Същевременно организаторите дават и поле за изява на свободното изкуство и на лектори, които споделят идеи в областите образование, защита на личните данни, гражданско общество и др. – т.нар. Social поток на OpenFest.

## История
2003 – За първи път България става домакин на международен free/open source форум. Мероприятия на OpenFest 2003 се провеждат в София, Варна, Пловдив, Стара Загора, Чепеларе, а също и в северноамериканския град Ocean City и канадския Шербрук (Квебек) със своята конференция Festival Linux.
2004 – Конференцията се провежда в два последователни дни и то в големите зали на специализирания конгресен център Inter Expo Center. За първи път в рамките на форума се състои BSDcon – конференция на почитателите на операционните системи *BSD. Събитието в София е посетено от над 1000 регистрирани посетители. Всички презентации с видео и звук са излъчвани на живо онлайн.
2005 – OpenFest се отличава с най-голям брой регионални прояви, състояли се в градовете Добрич, Русе, Пазарджик, Велико Търново, Пловдив, Сливен. Акцентът пада върху икономиката на свободния софтуер и бизнес моделите, базирани на него, както и актуални софтуерни проекти. Освен BSDcon конференция, фестът представя и нещо ново: OpenArt ателие.
2006 – Лекциите на Openfest вече се обособяват в три паралелни тематични потока: OpenTech за технологиите, OpenBiz за бизнес-аспектите на свободния софтуер и OpenArt за свободното изкуство. Забелязва се и засилено присъствие на лектори от чужбина. Ключов чуждестранен гост-презентатор на феста е Брендън Робинсън, лидер на проекта Debian за 2005 и един от разработчиците с най-голям принос за развитието на дистрибуцията, който определя събитието като уникално.
2007 – Юбилейното издание на Openfest се отличава с най-силно присъствие на чуждестранни лектори – фестът чества 5-годишнина с 5 международни гости. Дебют тази година прави уникалният фотографски проект Simple Studio, който цели да даде на начинаещи фотографи и творци свободен достъп до професионална техника и квалифициран екип. Освен станалата традиционна BSDcon в залите на Военния клуб се провеждат и изпити за сертификация към Linux Professional Institute.
2008 – Фурор на шестото поред издание на Openfest предизвиква сесията PrivacyCamp за личното пространство в Интернет, съчетала нагледна презентация и разгорещена дискусия, посветени на сигурността в глобалната мрежа, следенето на личните комуникации онлайн и обхвата на човешките права. При техническите сесии акцентите на конференцията паднаха върху Samba4, високо-устойчивите системи на база Heartbeat2, виртуализацията с Red Hat Enterprise Linux.
2009 – Седмото издание на Openfest представи два паралелни панела с нажежени презентации, както и философски теми за софтуеристите като с „Щастливият програмист 2.0“ и Software Craftmanship. Обсъдиха се бизнес концепции за изкарване на пари от отворен код, дискусии около Rails и Flex, обособен BSD поток и активно участие на теми за Mozilla.
2010 – Макар и за осма поредна година, темите на Openfest поддържат модернистичния си дух – с NoSQL бази от данни и MongoDB в частност, бизнес разсъждения над open source практики в затворени проекти и поддръжка и услуги за такива. Интересно участие на Microsoft с Open Microsoft, следвано от отворена алтернатива на Microsoft Exchange, довеждащо до въвеждането на Linux в държавната администрация.
2011 – Силна програма на Openfest със сесии, протичащи едновременно в две зали, но това не е достатъчно: изпит за BSD сертификация, LPI изпитна сесия, съревнование по кримпване, сървърни заигравки за администратори и lightning talks – всичко това за деветото подред организирано събитие. Подробно разглеждане на JavaScript, CoffeeScript и NodeJS, наред с Backbone.js. Малко повече за бизнеса около отворени продукти – навреме за нарастващия интерес към Ардуино (с лекция за целта), повече за свободния хардуер и създаването на суперкомпютър в домашни условия.
2012 – 2018 – С всяка изминала година конференцията расте и достига до статуса на най-голямата open-source конференция на Балканите, провеждана в Sofia Tech Park, с около 3000 посетители годишно.

## Публика
Събитията OpenFest събират ежегодно ентусиасти, разработчици, поддръжници на отворения код и чуждестранни лектори, участващи в разработката на приложения с отворен код. Към момента аудиторията на OpenFest е средно 3000 души годишно.

## Организатори и екип
Организатор на OpenFest е Фондация „Отворени проекти“. Екипът, който организира събитието, се състои изцяло от доброволци и се мени всяка година. Той се разделя на следните по-малки екипи:
- Audio/Video - екипът се занимава с изграждането на Audio/Video setup-а на конференцията, streaming-а и връзката на лаптопите на презентаторите към Audio/Video.
- Heralds – този екип се грижи за представянето на лекторите.
- Логистика – пренасят техника и оборудване и отговарят за всички логистични въпроси, свързани със събитието.
- Мрежа – мрежовият екип на OpenFest се грижи за вътрешната мрежа и интернет свързаността на събитието.
- WiFi – wifi екипът се грижи за безжичната мрежа за достъп на посетителите на събитието.
- Web site – поддръжка на сайта на OpenFest.
- Clarion – този екип се грижи за поддръжката на вътрешната система за менажиране на конференциите, доброволците и лекциите на OpenFest.
- Медия – екипът се грижи за всичко, свързано с разгласяване на информация за OpenFest: присъствие в социалните мрежи, медийни изяви, комуникации с посетители и лектори.
- Рецепция – екипът отговаря за наредбата на рецепция, промотирането и приемането на дарения, следене дали спонсорите имат всичко необходимо, насочване на посетителите към правилните зали, лекции и игри на спонсори.